# Marten
Marten è una città di 3 902 abitanti (2006) situata nella provincia di Ruse, in Bulgaria. La città si trova sulla riva meridionale del Danubio, nei pressi di Yamata, dove si trova l'unico cratere meteoritico presente in Bulgaria.
Marten è stata fondata dai romani nel I secolo a.C. come parte delle fortezze che proteggevano il confine danubiano. Il nome originario era Tegra. Probabilmente, fu abitata anche durante il Secondo Impero Bulgaro. In un antico documento ottomano è chiamata Maruteni. Marten è diventata ufficialmente "città" il 7 agosto 2006.
La principale attrazione cittadina è la chiesa di San Giorgio, costruita nel 1896. Il 6 maggio si tiene la fiera annuale di Marten.